# Avenue Groelstveld
L'avenue Groelstveld (en néerlandais: Groelstveldlaan) est une voie bruxelloise de la commune d'Uccle

## Situation et accès
Cette avenue commence du Dieweg et débouche sur la chaussée de Saint-Job en aval.

## Origine du nom
Le nom propre Groelst, olim Gerolst, provient de l'association du mot issu du germanique commun: hulta (bois) et, soit du mot issu du moyen néerlandais: geer (épineux), soit du lieu-dit : « Geer ». Ce qui se traduit dès lors en « bois d'épineux » ou en "bois de Sigerus".

## Historique
L'avenue Groelstveld pourrait se traduire littéralement en français en l'avenue du champ de Groelst.
Cette avenue se trouve sur les terres de l'ancien domaine de Groelst à qui elle doit son nom.
C'était initialement une seigneurie importante d'Uccle qui était délimitée selon d'anciens plans par la Geleytsbeek, la rue Engeland et la Valley straete,.
Il semblerait que cette seigneurie fût la plus ancienne propriété féodale de Calevoet. Elle comprenait un château aux XIIe siècle et XIIIe siècle.
Elle atteignit son apogée dans la seconde moitié du XIIIe siècle avant de se voir morcelée vers la fin de ce siècle. Sa superficie s'étendait en 1374 à 12 bonniers et relevait alors du Consistoire de la Trompe. C'est sur ces terres qu'en 1630 était sise une ferme dite ’t Hof van Gerolst, composée de la ferme elle-même et ses fossés, deux prairies (dont une sur le Wolvenberg), et deux terres sur le Groelstvelt et sur le Galgenvelt. C'est aussi sur ce fief morcelé qu'apparut le domaine du Kinsendael.
L'Hof te Groelst fut acquis au XVe siècle par Jean Ofhuys et fut fondue dans l'Hof te Steen, manoir se situant à l'ouest de la chaussée d'Alsemberg.
Yves Barette, dans son ouvrage Flâneries dans Uccle d'hier à aujourd'hui décrit la rue en ces termes : « La coquette - et peu tapageuse - avenue Groelstveld (…) certaines villas de cette avenue ne sont pas sans rappeler le côté aisé que l'on a rencontré tout au long du Dieweg. »

## Les seigneurs de Groelst
Les premiers seigneurs de Groelst sont mentionnés dans des actes établis sous le règne d'Henri Ier de Brabant:
- 1197: Alstanus de Gerolst ;
- 1203: Sigerus de Grols, acte octroyé par le Prieur de l'abbaye de Forest[7].

## Membre notable de la famille des seigneurs de Groelst
- Henri de Grols, maire d'Uccle (1242, 1244), maire de Rhode, Amman de Bruxelles (1247), échevin du Ban d'Uccle (1266)[3],[8].

## Bâtiments remarquables et lieux de mémoire
- no 48: maison unifamiliale nommée dans la catégorie B du Prix d’Architecture Contemporaine d’Uccle 2014[9].